# NGC 1360
NGC 1360 – mgławica planetarna położona w gwiazdozbiorze Pieca. Została odkryta w 1859 roku przez Lewisa Swifta. Jest jednym z trzech obiektów NGC, które mają największą liczbę niezależnych odkrywców, ponieważ publikacje, w których ją opisali ukazały się wiele lat po tym, jak została przez nich zaobserwowana – niezależnie obserwowali ją Tempel w 1861, Winnecke w 1868 i Eugen Block w 1879. Mgławica ta jest oddalona o około 1145 lat świetlnych od Ziemi.